# Ибрахимово
Ибрахимово (на македонска литературна норма: Петровец) е село в Северна Македония, център на едноименната община Ибрахимово.

## География
Селото се намира на 13 километра югоизточно от столицата Скопие в източния дял на Скопската котловина в областта Блатия от лявата страна на магистралата Скопие - Велес. Близо до Петровец е разположено летището на Скопие - Александър Велики, което до 27 декември 2006 година се казва Петровец, а преди разпада на Югославия името е популярно в сръбската си форма Петровац.

## История
В края на XIX век Ибрахимово е село в Скопска каза на Османската империя. Според статистиката на Васил Кънчов („Македония. Етнография и статистика“) към 1900 година в Ибраимово живеят 170 българи-християни.
В началото на XX век цялото население на селото е под върховенството на Българската екзархия. По данни на секретаря на екзархията Димитър Мишев („La Macédoine et sa Population Chrétienne“) в 1905 година в Ибраимово (Ibraïmovo) има 160 българи екзархисти и в селото фукционира българско училище.
В края на 1904 година в Ибрахимово се води сражение между четата на войводата на ВМОРО Васил Аджаларски и турска потеря, съставена от аскер и башибозук. Четата заела беговската кула в селото и през нощта благодарение на бомби успява да пробие турския кордон.
При избухването на Балканската война в 1912 година един човек от Ибрахимово е доброволец в Македоно-одринското опълчение.
След Междусъюзническата война в 1913 година селото влиза в границите на Сърбия.
На етническата си карта от 1927 година Леонард Шулце Йена показва Ибраимово (Ibraimovo) като село с неясен етнически състав.
По време на българското управление във Вардарска Македония в годините на Втората световна война, Андрей Николов Кожухаров от Скопие е български кмет на Петровец от 18 август 1941 година до 12 април 1944 година. След това кмет е Атанас Попов п. Трайков от Маврово (12 април 1944 - 12 август 1944).
Според преброяването от 2002 година селото има 2659 жители.
| Националност | Всичко |
| македонци    | 2312   |
| албанци      | 67     |
| турци        | 0      |
| роми         | 53     |
| власи        | 0      |
| сърби        | 99     |
| бошняци      | 118    |
| други        | 10     |

## Личности
Родени в Ибрахимово
- Цветан Петров (1882 – ?), български революционер от ВМОРО, четник на Васил Аджаларски,[8] македоно-одрински опълченец, 1 рота на 11 сярска дружина, носител на орден „За храброст“ IV степен[9]